# Víctor José Luengo Ciscar
Víctor José Luengo Ciscar (València, 1 de febrer de 1974) és un jugador professional de bàsquet que ocupava la posició d'escorta.

## Biografia
El jugador va estar vinculat durant la pràctica totalitat de la seua carrera esportiva al Pamesa València, formant-se en les categories inferiors i en el qual després d'un breu pas pel CB Benaguassil en la temporada 1992-1993 va militar des de la temporada 1993/94 fins a la temporada 2006/07. Al llarg de la seua carrera va disputar un total de 465 partits en la lliga ACB.
En la temporada 2007/08 fitxa pel Gandia Bàsquet, club on va disputar les seues dos últimes temporades com a professional fins que el 14 de maig de 2009 va anunciar la retirada de la pràctica activa del bàsquet després de 17 anys com a professional.
Al setembre de 2009 el Pamesa València va anunciar que, com a homenatge, el club retirava la samarreta amb el número 15 que el jugador va lluir durant tota la seua carrera en el club.

## Clubs
- Pamesa València. Categories inferiors.
- 1992-93 Segona Divisió. C.B. Benaguasil.
- 1992-95 ACB. Pamesa València.
- 1995-96 EBA. Pamesa València.
- 1996-07 ACB. Pamesa València.
- 2007-09 LEB. Aigües de València Gandia Basquet

## Palmarès
- 1991 Campionat d'Europa Juvenil. Selecció d'Espanya. Salónica. Medalla de Bronze.
- 1997-98 Copa del Rei. Pamesa València. Campió.
- 1998-99 Copa Saporta. Pamesa València. Subcampió.
- 1999 Universiada. Selecció d'Espanya Universitària. Palma. Medalla de Bronze.
- 99-2000 Copa del Rei. Pamesa València. Subcampió.
- 2001-02 Copa Saporta. Pamesa València. Subcampió.
- 2002-03 ACB. Pamesa València. Subcampió.
- 2002-03 ULEB Cup. Pamesa València. Campió.
- 2005-06 Copa del Rei. Pamesa València. Subcampió.